# Nowa Rozedranka
Nowa Rozedranka – wieś w Polsce położona w województwie podlaskim, w powiecie sokólskim, w gminie Sokółka.
W latach 1975–1998 miejscowość administracyjnie należała do województwa białostockiego.
We wsi znajduje się przystanek kolejowy Rozedranka (linia kolejowa nr 6: trasa Warszawa - Petersburg) wybudowany w 1947 r. 
Według danych z 2011 roku miejscowość zamieszkiwały 164 osoby. 
Wierni kościoła rzymskokatolickiego należą do parafii Najświętszego Serca Pana Jezusa w Rozedrance Starej.

## Historia
Wieś powstała po 1863 roku, czyli po uwłaszczeniu chłopów w Imperium Rosyjskim. Część mieszkańców Starej Rozedranki przeniosło się do Nowej Rozedranki. Wtedy też obok wsi położono tory linii kolejowej Warszawa-Petersburg.